# Elmer Keith
Elmer Merrifield Keith (8 mars 1899 – 14 février 1984) est un chasseur américain, un passionné d'armes à feu et un auteur. Keith contribue au développement de la première cartouche de revolver magnum, le .357 Magnum (1935), ainsi que des cartouches ultérieures .44 Magnum (1956) et .41 Magnum (1964). Roy G. Jinks le qualifie de « père de l'arme à feu de gros calibre ». Keith est né à Hardin, dans le Missouri, et a surmonté les graves blessures qu'il a subies à l'âge de 12 ans dans un incendie alors qu'il vit à Missoula, dans le Montana.

## Carrière
Pendant la Seconde Guerre mondiale, Keith est inspecteur à l'arsenal d'Ogden (en), dans l'Utah. Les fusils qu'il inspecte sont estampillés d'une cartouche portant les initiales « OGEK » dans une boîte rectangulaire, sur la crosse. Les fusils estampillés OGEK sans boîte rectangulaire sont inspectés par Ed Klouser au même arsenal d'Ogden.

### Revolvers Magnum
La première contribution majeure de Keith, le .357 Magnum, est le résultat d'un chargement à la main de la cartouche .38 Special bien au-delà des limites normalement acceptées, tirant pleinement parti de la plus grande résistance des matériaux des revolvers disponibles dans les années 1920 et 1930 par rapport à ceux de la fin du XIXe siècle. Le .357 Magnum est commercialisé pour la première fois en 1935 et devient rapidement l'arme préférée des forces de l'ordre et des utilisateurs civils. Les revolvers .357 Magnum peuvent donc tirer des munitions .38 Special ou .357 Magnum, mais les revolvers .38 Special (dont la plupart ne sont pas adaptés aux pressions générées par la balle Magnum) ne peuvent pas contenir de munitions .357 Magnum. L'achat d'un revolver .357 Magnum offre au tireur toutes les capacités du .38 Special bien établi, avec la possibilité d'augmenter la puissance disponible en utilisant la cartouche Magnum. La contribution de Keith au développement commercial du .357 Magnum est mise en doute par certains auteurs, et Keith a par la suite dénigré le .357 Magnum comme il l'a fait pour le .38 Special.
Le .44 Magnum est développé à peu près de la même manière et est commercialisé en 1956. Keith a déjà constaté que les parois plus minces de la chambre du 45 Colt ne peuvent pas supporter confortablement les pressions générées par ses propres charges lourdes. Il commence donc à expérimenter avec le revolver .44 Special et utilise la même formule de poussée de balles lourdes à des vitesses élevées que celle qu'il a utilisée pour le .357 Magnum. Le .44 Special Magnum qui en résulte est une cartouche formidable pour la chasse à l'arme de poing, tirant une balle de 250 grains à 370 m/s.
Keith encourage Smith & Wesson et Remington à produire une version commerciale de ce nouveau chargement à haute pression, ainsi que des revolvers chambrés pour celui-ci. Alors que S&W produit le premier prototype de revolver chambré en .44 Magnum, le célèbre Model 29, Ruger devance S&W de plusieurs mois sur le marché en 1956 avec une version .44 Magnum du revolver Blackhawk à simple action. En fait, Remington livre une cartouche plus puissante que ce que Keith a demandé, tirant une balle de 240 grains à 460 m/s, et elle reste la cartouche d'arme de poing de production la plus puissante jusqu'à l'introduction commerciale du .454 Casull (basé sur le .45 Colt). Le .44 Magnum est encore beaucoup plus populaire, car le recul des balles .454 Casull est considéré comme excessif par la plupart des tireurs, et les revolvers en .454 Casull sont rares et chers jusqu'à l'introduction des modèles .454 Casull par Ruger et Taurus à la fin des années 1990.
Le .41 Magnum, sorti en 1964, est une tentative de trouver un juste milieu entre les cartouches .357 et .44 Magnum. Le .357 Magnum est adéquat pour chasser le gibier de la taille d'un cerf, mais sa puissance limitée nécessite l'intervention d'un tireur d'élite. La cartouche .44 Magnum est beaucoup plus puissante et permet de chasser facilement le gibier de la taille d'un chevreuil, mais le recul et le souffle de la bouche sont importants, du moins dans les premiers chargements commerciaux. Le .41 Magnum, inspiré de la cartouche .41 Long Colt (en), plus ancienne et obsolète, est destiné à fournir plus de puissance que le .357 Magnum avec moins de recul et de souffle que le .44 Magnum. Le .41 Magnum utilise un boîtier entièrement nouveau (contrairement au .357 Magnum et au .44 Magnum qui sont basés sur des boîtiers existants) et utilise une balle de .410 au lieu de la balle d'un diamètre d'environ .400 du .41 Colt et du .38-40 WCF, tout en poussant la nouvelle balle de .410 à des vitesses similaires à celles atteintes par les balles de .357 et de .44 Magnum. Cependant, bien qu'il y ait eu (et qu'il y ait toujours) une petite communauté de tireurs préférant le .41 Magnum, la balle n'a pas réussi à atteindre un niveau de popularité aussi élevé. Certains policiers, auxquels le .41 Magnum est initialement destiné, sont satisfaits du .38 Special ou du .357 Magnum, et de nombreux officiers ne sont pas intéressés par une arme plus puissante, dont le souffle et le recul plus importants peuvent désavantager le tireur lors d'un échange de coups de feu nécessitant des tirs de suivi rapides. Certains services de police adoptent le .41 Magnum avec une charge réduite conçue pour l'usage policier et sont très satisfaits de la puissance accrue qui ne nécessite qu'un seul coup pour mettre un adversaire hors d'état de nuire. De même, les chasseurs sont restés fidèles au .44 Magnum, plus communément disponible, qui peut être utilisé avec des charges d'usine à pleine puissance, des charges manuelles moins puissantes ou des munitions commerciales de type 44 Special, selon les besoins.
Keith considère l'arme de poing comme une arme d'opportunité. Au cours de sa vie, il a de nombreuses occasions d'utiliser son six-points sur le gibier. Il est incroyablement doué avec les armes de poing. Il tire sur un cerf blessé par un fusil et l'atteint plusieurs fois à une distance de 550 m à l'aide de son S&W Model 29 de 6½ pouces. Cette arme fait partie de la collection de Keith avec la longueur de canon standard de 100 mm qu'il porte le plus souvent. La collection d'armes à feu de Keith est dispersée et vendue individuellement aux enchères par James D. Julia en mars 2015.
Keith est également célèbre pour avoir conçu et commandé son revolver n° 5, fabriqué par R. F. Sedgeley, en 1928.

### Balles de type Keith
Keith est à l'origine d'un certain nombre de conceptions de balles encore populaires, appelées collectivement « balles de type Keith ». Ces balles sont basées sur la conception du semiwadcutter (en) (SWC), mais avec une surface frontale plus large que la normale et des côtés convexes. Ces modifications augmentent le volume de la balle « à l'extérieur » de l'étui, ce qui laisse plus de place « à l'intérieur » de l'étui, ce qui est nécessaire pour les charges importantes de poudres à combustion lente. Ces balles sont populaires pour le tir sur cible et la chasse. Lors du tir sur cible papier, elles découpent un trou relativement net dans la cible, tout en offrant un volume d'étui plus important et un meilleur coefficient balistique (en) qu'un wadcutter à front plat. Lorsqu'elles sont utilisées pour la chasse, les balles lourdes offrent une excellente pénétration ; elles sont souvent utilisées pour le gibier dangereux, pour lequel une pénétration plus fiable est nécessaire que ne le permettent les balles creuses à expansion ou les balles à pointe molle (en).
À l'origine, Keith a spécifié un méplat correspondant à 65 % du calibre de la balle, mais il l'a ensuite porté à 70 %. Les autres caractéristiques distinctives d'un SWC de « style Keith » sont une ogive à double rayon, une rainure de sertissage biseautée, trois bandes d'entraînement de largeur égale, une large rainure de graissage à fond carré et une base unie avec des angles aigus. La large bande d'entraînement avant permet de maintenir la balle alignée lorsqu'elle saute à travers l'espace entre les cylindres. Grâce aux trois larges bandes d'entraînement de largeur égale, la surface d'appui totale est égale à la moitié de la longueur de la balle. La surface d'appui relativement grande permet au SWC de style Keith d'être une balle intrinsèquement précise et de minimiser les fuites de pression dues au souffle du projectile. La large rainure de graissage à fond carré retient une grande quantité de lubrifiant.

### Travaux sur les fusils
Keith joue un rôle déterminant dans le développement de diverses cartouches sauvages, dont certaines sont adoptées plus tard comme cartouches d'usine. La .333 OKH (« O'Neil-Keith-Hopkins »), développée en collaboration avec Charlie O'Neil et Don Hopkins, est fabriquée à partir du .30-06 Springfield pour recevoir les balles .333 de 250 et 300 grains du .333 Jeffery (en). Il existe également un .334 OKH, basé sur le boîtier raccourci du .300 H&H Magnum (en). Le .333 OKH, légèrement rétréci pour accepter les balles de taille .338 plus courantes quee l'ancienne .33 Winchester (en), conduit à la création de la cartouche Wildcat populaire .338-06 (en), également connue sous le nom de .338 OKH, et inspire l'introduction commerciale en 1958 du .338 Winchester Magnum basé sur le boîtier .458 WM plus large et ceinturé. Le .334 OKH, également rétréci pour accepter des balles de .338 et doté de l'épaulement à double rayon caractéristique de Weatherby (en), est introduit par Weatherby (en) en 1963 sous le nom de .340 Weatherby Magnum (en). Le .338-378 Weatherby Magnum (en), introduit en 1998, est développé sur la base d'une autre arme sauvage de Keith, le .338-378 KT (Keith-Thomson), qu'il développe dans les années 1960 avec Bob Thomson.
Admirateur des vieilles carabines doubles britanniques, Keith en possède de nombreux exemplaires dans sa collection. Il utilise deux de ces doubles, une Westley Richards (en) .476 et une Nitro Express (en) .500, pour capturer du gibier dangereux en Afrique lors de deux safaris différents. Keith documente la première de ces chasses dans son ouvrage de 1968, Safari.
En 1935, Elmer Keith et quatre autres personnes passent environ un an et demi à concevoir la carabine à verrou Winchester modèle 70.

## Vie personnelle
Les marques de fabrique de Keith sont ses cigares, son Stetson, son amour pour les revolvers et ses opinions franches. Keith est un fervent chasseur à l'arme de poing dans les premiers temps de ce sport, et il chasse souvent le gibier de taille moyenne avec un revolver Smith & Wesson à double action. À l'époque où les cartouches d'armes de poing ont tendance à tirer de grosses balles lentes, comme le très populaire .45 Colt, ou des balles légères et rapides, comme le .30 Mauser, Keith repousse les limites des cartouches existantes, en tirant de grosses balles à des vitesses plus élevées.
Il est marié à Loraine Randall. Elmer Keith naît près de Hardin, dans le Missouri, mais grandit dans le Montana, l'Idaho et l'est de l'Oregon. Dans les années 1930 et au début des années 1940, il possède un ranch sur la North Fork de la rivière Salmon, près de Salmon, dans l'Idaho. À la fin des années 1940, Elmer et Loraine quittent le ranch et s'installent dans la ville de Salmon. Le ranch appartient toujours à la famille Keith.

## Publications
Keith est un auteur prolifique, écrivant à la fois des livres et des articles pour des magazines. Dans les années 1950 et 1960, il est particulièrement connu pour ses chroniques mensuelles régulières qu'il écrit pour les magazines Guns & Ammo (en) et American Rifleman, explorant généralement les performances des dernières nouveautés en matière d'armes à feu, en particulier celles qui tirent des balles grosses et lourdes poussées à des vitesses élevées. Il influence des auteurs d'articles modernes sur les armes à feu tels que Mike Venturino et John Taffin (en)
- Sixgun Cartridges and Loads. Onslow County, N.C., Small Arms Technical Publishing Co, 1936[11].
- Big Game Rifles and Cartridges. Onslow County, N.C., Small Arms Technical Publishing Co, 1936[11].
- Keith's Rifles for Larger Game Huntington, WV: Standard Publications, 1946[11].
- Elmer Keith's Big Game Hunting. Boston: Little, Brown, 1948[11].
- Shotguns. Harrisburg, Pennsylvania: Stackpole & Heck, 1950[11].
- Sixguns. Harrisburg, Pennsylvania: Stackpole & Heck, 1955.
- Guns and Ammo for Hunting Big Game, with John Lachuk. Los Angeles, Calif. : Petersen Publishing Co.,1965.
- Safari. La Jolla, Calif: Safari Publications, 1968.
- Keith, An Autobiography, Winchester Press, 1974[12]
- Hell, I Was There (autobiographie). Los Angeles, Calif.: Petersen Publishing Co., 1979.

## Dans la culture populaire
Dans l'épisode 11 de la saison 1 de Mr. Gun, « To Live and Die on TV », lors du jeu télévisé auquel il participe, on demande à Sledge : « Elmer Keith est connu comme le père de quoi ? », ce à quoi Sledge répond : « Il a inventé le .44 Magnum ! ».
Dans The Phantom Of Phu Bai, une biographie de l'USMC Scout Sniper Eric England (en) écrite par Joseph B. Turner, un chapitre est consacré à Elmer Keith et à son influence sur la communauté des tireurs.